# Payson (Arizona)
Payson ist eine Stadt im Gila County im US-Bundesstaat Arizona.
Das U.S. Census Bureau hat bei der Volkszählung 2020 eine Einwohnerzahl von 16.351 ermittelt.
Das Stadtgebiet hat eine Größe von 50,4 km² und wird von den Arizona State Routes 87 und 260 tangiert.